# Challenger Temuco 2024
Il Challenger Temuco 2024 è stato un torneo maschile di tennis professionistico. È stata la 3ª edizione del torneo, facente parte della categoria Challenger 100 nell'ambito dell'ATP Challenger Tour 2024, con un montepremi di 134 000 $. Si è giocato dal 25 novembre al 1° dicembre 2024 sui campi in cemento del Parque Estadio Germán Becker di Temuco, in Cile.

## Partecipanti

### Teste di serie
| Nazionalità | Giocatore                  | Ranking* | Testa di serie |
| ----------- | -------------------------- | -------- | -------------- |
| Stati Uniti | Aleksandar Kovacevic       | 96       | 1              |
| Argentina   | Francisco Comesaña         | 102      | 2              |
| Argentina   | Camilo Ugo Carabelli       | 104      | 3              |
| Argentina   | Thiago Agustín Tirante     | 123      | 4              |
| Cile        | Marcelo Tomás Barrios Vera | 162      | 5              |
| Argentina   | Santiago Rodríguez Taverna | 233      | 6              |
| Perù        | Gonzalo Bueno              | 237      | 7              |
| Brasile     | Mateus Alves               | 271      | 8              |

* Ranking al 18 novembre 2024.

### Altri partecipanti
I seguenti giocatori hanno ricevuto una wild card per il tabellone principale:
- Francisco Comesaña
- Diego Dedura-Palomero
- Diego Fernández Flores

Il seguente giocatore è entrato in tabellone con il ranking protetto:
- Nicolás Kicker

I seguenti giocatori sono entrati in tabellone come alternate:
- Luciano Emanuel Ambrogi
- Lautaro Midón
- Gonzalo Villanueva

I seguenti giocatori sono passati dalle qualificazioni:
- Tomás Farjat
- Conner Huertas del Pino
- Mariano Kestelboim
- Stefanos Sakellaridis
- Pedro Boscardin Dias
- Gilbert Klier Júnior

Il seguente giocatore è entrato in tabellone come lucky loser:
- Orlando Luz

## Punti e montepremi
| Torneo    | Torneo              | V      | F      | SF    | QF    | 2T    | 1T    | Q | Q2  | Q1  |
| Singolare | Punti               | 100    | 50     | 25    | 14    | 7     | 0     | 4 | 2   | 0   |
| Singolare | Premi in denaro ($) | 17 650 | 10 380 | 6 140 | 3 570 | 2 105 | 1 270 | – | 635 | 320 |
| Doppio    | Punti               | 100    | 50     | 25    | 14    | –     | 0     | – | –   | –   |
| Doppio    | Premi in denaro ($) | 7 590  | 4 400  | 2 645 | 1 570 | –     | 880   | – | –   | –   |

## Campioni

### Singolare
Hady Habib ha sconfitto in finale  Camilo Ugo Carabelli con il punteggio di 6–4, 6(3)–7, 7–6(2).

### Doppio
Christian Harrison /  Evan King hanno sconfitto in finale  Benjamin Lock /  Renzo Olivo con il punteggio di 7–6(5), 7–5.